# Arbey Mosquera
Arbey Mosquera Mina (* 20. Januar 1988 in Buenaventura, Kolumbien) ist ein kolumbianischer Fußballspieler auf der Position eines Stürmers.

## Karriere
Seit dem 2. Februar 2016 spielt der Mittelstürmer für den Zweitligaverein Academia Puerto Cabello in der Hafenstadt Puerto Cabello im Bundesstaat Carabobo an der Nordküste von Venezuela. 